# Cartelismo político

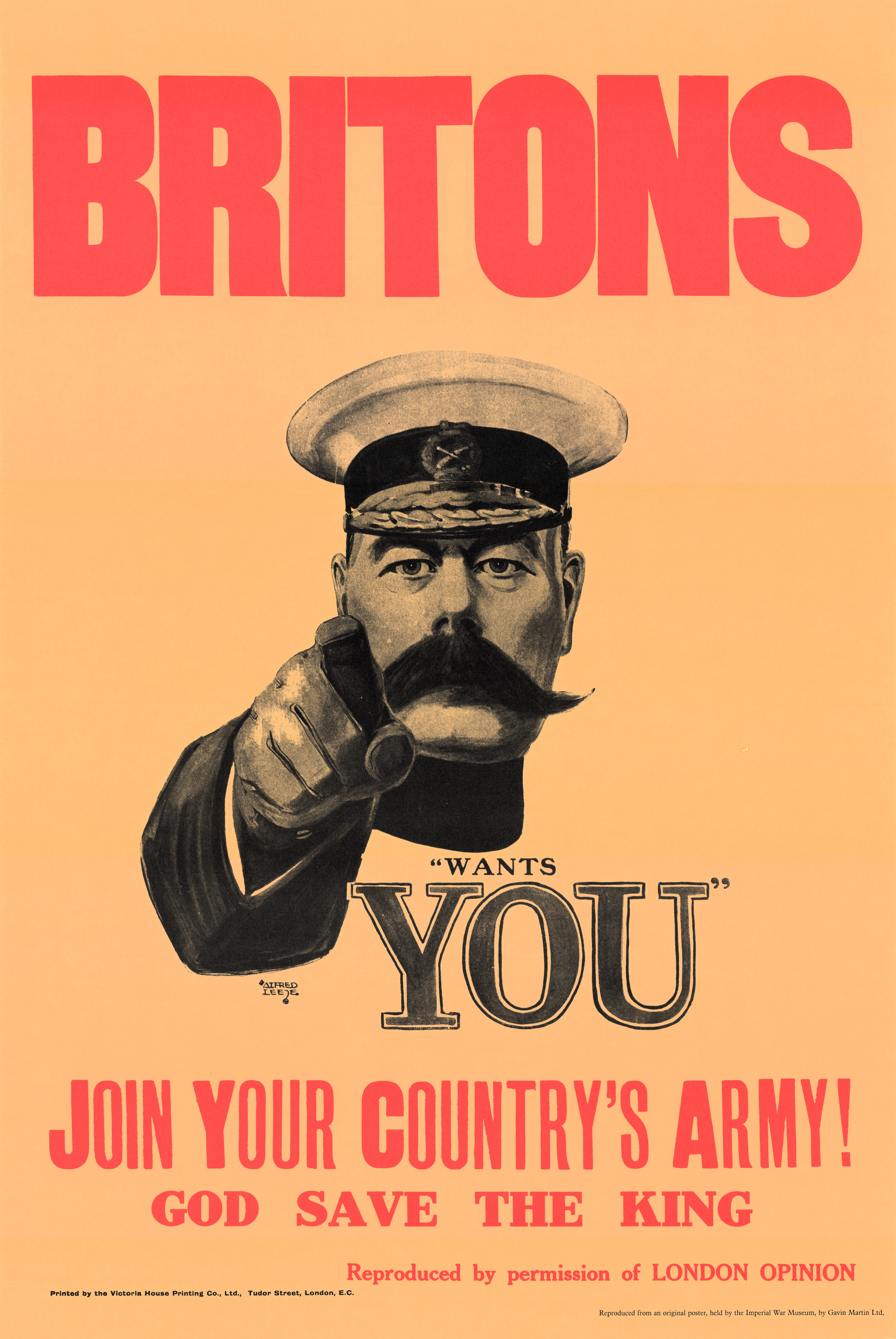
Cartel de reclutamiento de la I Guerra Mundial, creado por Alfred Leete en 1914.

Cartelismo político es la vertiente del cartelismo que se enfoca a la propaganda política. El cartel político es un instrumento gráfico y visual eficaz para la transmisión de las ideologías.   
El cartel se consolidó en la sociedad como un medio de exhibición y como objeto buscado por coleccionistas. Fue el mundo industrializado de finales de siglo XIX el que hizo posible su aspecto.
Entre 1870 y la I Guerra Mundial, el cartelismo era esencialmente publicitario, reflejaba los estilos de moda en decoración y usaba un lenguaje comprensible para la mayoría. Algunos cartelistas fueron más allá de las convenciones iniciales del género, como Jules Chéret y Toulouse-Lautrec.
Con la I Guerra Mundial, la revolución soviética y el surgimiento de los fascismos surgió el cartel político propiamente dicho, con sus propias convenciones.

## Primera Guerra Mundial
Los carteles bélicos de la I Guerra Mundial presentan: el conflicto como una cruzada. Hubo carteles de reclutamiento, carteles que solicitaban apoyo económico (bonos de guerra), y carteles que divulgaban las atrocidades de la guerra, en los que cada bando presentaba al otro como un villano.
Ejemplo de cartel de reclutamiento fue el Lord Kitchener Wants You de Alfred Leete (1914). Se trata de un cartel sucinto y directo, en el que se perciben los ojos y el gesto como acusadores, impidiendo la huida del compromiso. Otro autor importante de esta tipología de cartel fue Montgomery Flagg, con I want you for the U. S. Army.
El lenguaje heroico de estos carteles se diferencia claramente del lenguaje frívolo de los anuncios de productos domésticos propio del cartelismo comercial; sin embargo, I want you for the Navy de Howard Chandler Christy contiene las características propias del cartel publicitario que aparecería en Estados Unidos tras la guerra.

## Revolución soviética
La mayor evolución en el cartel político se produjo en la Rusia posterior a 1917. En 1919, aparece un nuevo tipo de cartel cuyo autor fue Mijaíl Cheremnyj. Su título genérico era la Ventana satírica de los Telégrafos de Rusia, y se la conoce normalmente por el acrónimo ROSTA (Agencia de Telégrafos de Rusia). Las “ventanas” consistían en ilustraciones con pies que recuerdan la secuencia cinemática de las viñetas del cómic. El poeta Mayakovski, que había participado en el renovado interés general por las tradiciones populares del lubok, hizo los diseños más famosos de esta serie, donde desarrolló una notable combinación de poesía e imagen. Es muy significativo que la producción de estos diseños se llevara a cabo mediante un esfuerzo colectivo y que las copias se hicieran manualmente y distribuyeran rápidamente para exhibirlas en las “ventanas”.

## El "Estado Novo" en Portugal
La dictadura de Oliveira Salazar (el Estado Novo) buscó la legitimación en carteles de propaganda que se difundían en el entorno escolar. En 1935 tuvo una enorme difusión Portugal não é um país pequeno (donde sobre el mapa de Europa se superponían planos rojos que representaban la forma de las colonias portuguesas, y que prácticamente la cubrían entera), y en 1938, con motivo de los diez años de permanencia en el poder, la serie A Lição de Salazar.

## Guerra civil española
El método de producción colectiva de carteles aparece también en las obras del bando republicano de la Guerra civil española realizadas en Madrid y Barcelona (Carlos Fontseré). Estos carteles se caracterizan por la utilización de nuevas técnicas como el fotomontaje (Josep Renau). Gran difusión tuvo el sello de ayuda internacional Aidez l'Espagne, de Joan Miró.
El bando nacional contó también con artistas gráficos de envergadura (Teodoro y Álvaro Delgado, José Caballero, J.J. Acha, J. Olasagasti y Carlos Sáenz de Tejada), y con un lenguaje inspirado en la propaganda de los regímenes que le apoyaban: el fascismo italiano y el nazismo alemán (arte nazi).

## Pacifismo
A partir de la II Guerra Mundial no se producen innovaciones en el diseño general de carteles. Sin embargo a partir de 1945 se produce un cambio en la opinión mundial acerca de la guerra, y comienzan a proliferar carteles antibelicistas. Es el caso de No más Hiroshimas (1968) de Hirokatsu. Pero esta obra solamente supone un cambio en el contenido, no en el estilo.

## Movimientos sociales del 68
Los movimientos sociales de 1968 (también llamado Revolución de 1968) sí que propició la innovación estilística. El cartel surgió súbitamente como un medio de comunicación joven y viril del mayo francés. Profesionales e inexpertos estudiantes de Bellas Artes participaron en un sistema colectivo de elección de diseños e impresión, que intentó neutralizar la incorporación de su trabajo al mercado y al coleccionismo.
Estos carteles recuperaron su sentido urgente e inmediato al ser preparados e impresos a toda prisa. Cubrieron el espacio que los complejos sistemas de la comunicación de masas no eran capaces de cubrir. La necesidad de innovación produjo la incorporación de las consignas como parte integrante del diseño del cartel. Tenían el impacto directo de la palabra y la imagen. Eran generalmente realizados en talleres asamblearios (Atelier Populaire). Quedó demostrado que el cartelismo político puede expresar tanto las ideologías políticas definidas como los ideales de una nueva generación emergente.

## China
Una gran aportación a la historia mundial del cartel es la realizada por los carteles, banderas y cuadros del gobierno comunista de China; que conjugan la tradición popular china con la iconografía comunista (realismo socialista). Los diseños chinos más interesantes son las gigantescas imágenes de los dirigentes y de los símbolos del Partido. Estos carteles son comparables a la publicidad comercial a gran escala de los Estados Unidos o a los carteles de la revolución cubana, de un estilo más occidental.

## Galería
|                  |
| Cartel de Flagg. |

|                          |
| Cartel de Christy, 1917. |

|                                                                               |
| Cartel de Vladímir Mayakovski para la Agencia de Telégrafos de Rusia n.º 427. |

|                                                                                     |
| Cartel de Vladímir Mayakovski para la Agencia de Telégrafos de Rusia n.° 858, 1921. |

|                        |
| Cartel alemán de 1939. |

| |
| Loose lips sink ships ("Los labios descuidados hunden barcos"). Cartel estadounidense de la Segunda Guerra Mundial. |

| |
| Guarda silencio, ella no es tan tonta. Las conversaciones descuidadas cuestan vidas. Cartel británico de la Segunda Guerra Mundial. |